# 爱丁堡公学
爱丁堡公学（The Edinburgh Academy）是苏格兰爱丁堡的一所独立学校，成立于1824年。最初的建筑位于苏格兰爱丁堡新城的北部边缘，现在是中学的主楼。小学则位于爱丁堡皇家植物园北侧。
爱丁堡公学最初是一个男子寄宿学校，2008年已改为男女混合的日校。 幼儿园位于小学校园内，招收2至5岁的儿童。小学招收6至10岁的儿童，而中学则接受10至18岁的学生。

## 创立
1822年，学校的创始人亨利·科克本和伦纳德·霍纳建议爱丁堡新建一所学校，来提升古典教育。爱丁堡的皇家中学虽然提供希腊语教学，但创始人认为尚不能与英格兰的公学匹敌。他们的建议在次年得到市议会的批准。

## 建筑

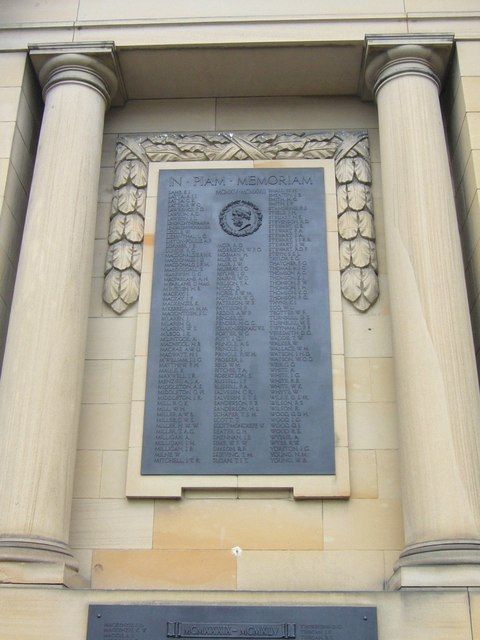
Edinburgh Academy War Memorial

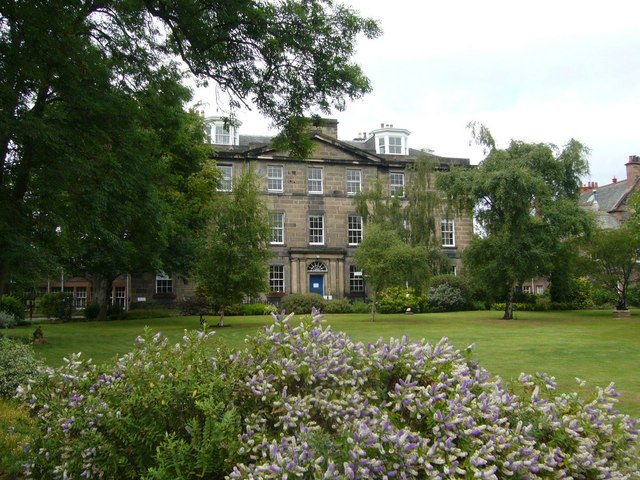
Donaldson's

中学的主楼为希腊风格，由建筑师威廉·伯恩设计，建于1823年。 

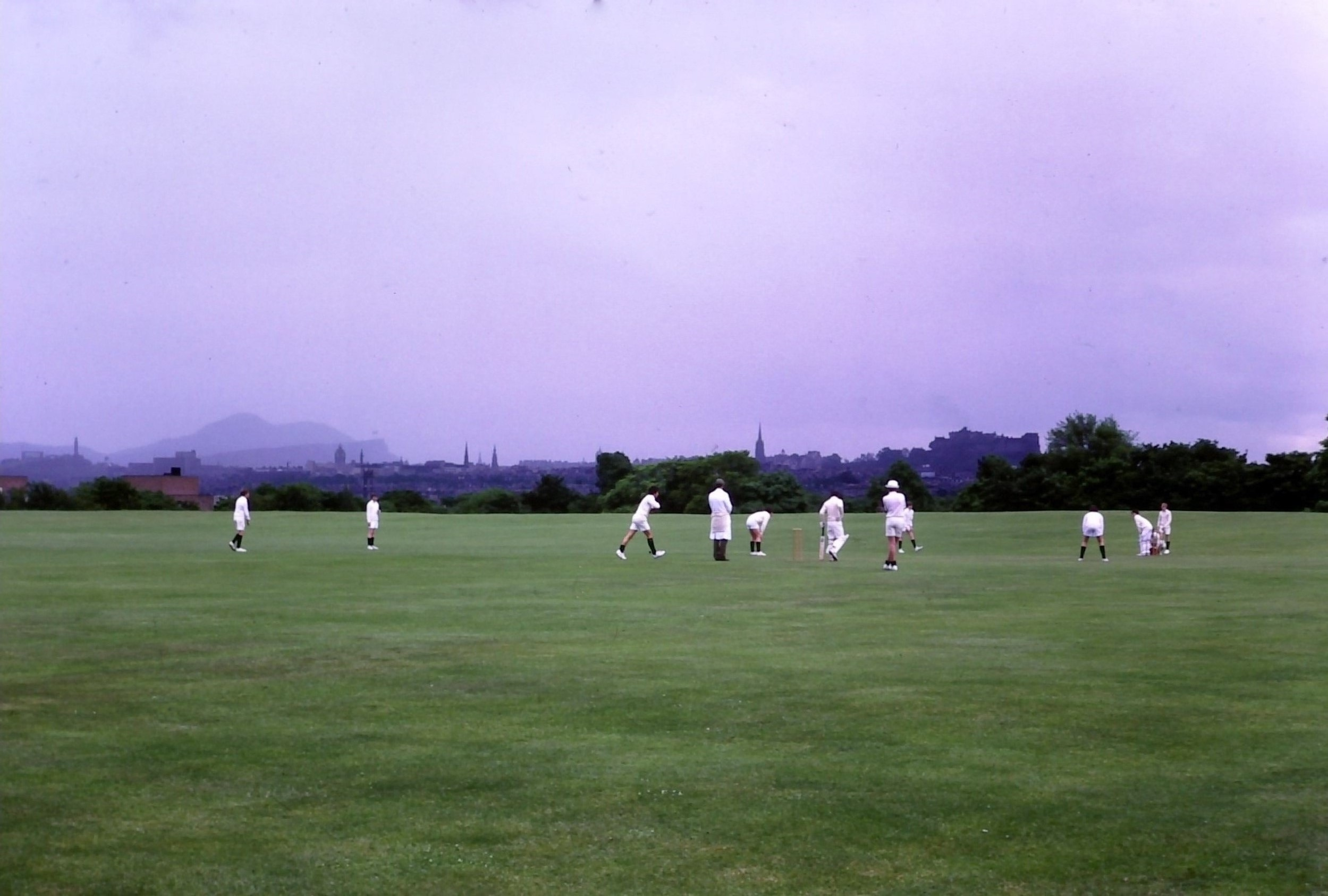
Saturday morning cricket